# Maculonaclia buntzae
Maculonaclia buntzae är en fjärilsart som beskrevs av Griveaud 1964. Maculonaclia buntzae ingår i släktet Maculonaclia och familjen björnspinnare. Inga underarter finns listade i Catalogue of Life.